# 式守伊之助 (5代)
5代 式守 伊之助（ごだい しきもり いのすけ、? - 嘉永3年1月18日（1850年3月1日））は、大相撲の立行司。本名、出身地ともに不明。

## 人物
3代伊之助の弟子で、初代式守勘太夫を名乗った。文政6年（1823年）2月に初めて番付に載った。ちなみに式守勘太夫の名跡は、現代では幕内格以上の行司が襲名するイメージが強いが、この初代式守勘太夫は番付掲載行司最下位の小さな文字として初めて番付に載った時から式守勘太夫を名乗っていた。天保6年（1835年）1月に次席に繰り上がった。天保10年（1839年）3月に5代伊之助を襲名した。伊之助在位は12年。23場所で嘉永3年（1850年）に現役のまま没した。年寄伊勢ヶ濱を兼任していた。